# 学园无聊男
《學園無聊男》（日语：ガクエン退屈男）是日本漫畫家永井豪創作的校園漫畫作品。在講談社《週刊ぼくらマガジン》1970年2月17日号連載至9月22日号。

## 劇情大綱

### 背景設定
1960年代後半興起的學生運動浪潮，到了70年代後越加激烈，上至大學、下至托兒所都出現了學生與教師對立的情況，為重振日本的教育體制，政府允許教師使用槍枝，不聽從教師的學生可能會在教室被就地槍決，而學生也武裝自己，以抗衡教師。

### 惡則學園篇
早乙女門土是遊走日本各地拯救學生的游擊隊鬥士，他殺光了許多學校的教師後，將惡則學園視為下一個目標。他和同為游擊隊的身堂龍馬在混入學校後便把班導師踹開，煽動學生起身奮鬥。眾人打開校內武器庫，卻遭到學校保鑣反擊，死傷慘重，而龍馬也敗給保鑣青獵獸鬼的定身術，遭到關押。在門土殺死校長後，教育局派了新校長出面鎮壓，門土趁新校長拷問龍馬時，打開武器庫並組織學生軍隊，與保鑣激烈廝殺，門土則在殺了青獵獸鬼後直取校長室，他羞辱並殘殺校長和教師，龍馬看不下去殺昏頭的門土，與他決裂並進行決鬥，但決鬥被教育局派來的獎金獵人中斷。獎金獵人殺得學生們血肉橫飛，但他們最後都遭門土殺死，另一方面，免於與門土一戰的龍馬遭到倖存學生嘲笑，龍馬憤而屠殺這些學生。

### 血深泥學園篇
錦織翼是女學生游擊隊的首領，她率領游擊隊破壞運輸教師薪資的運鈔車，藉此搞垮學校的財務。車輛遭到破壞的銀行行長按照血深泥學園校長三泥虎之助的建議，讓虎之助的手下地獄潛藏在運鈔車內，錦織一夥人中了圈套，被抓到銀行內，但錦織等人隨即殺死幾個行員並挾持銀行，警方也包圍銀行並與之對抗。
門土得知錦織的消息後便動身營救，而錦織也靠著灑鈔票擾亂警方，藉此脫身，但她們很快遭到地獄追擊。錦織不敵門土，被虎之助帶回他的公館，而虎之助也留下訊息與門土約戰。
在門土與地獄的對戰中，門土用火箭砲連番轟炸，贏得勝利。門土發現始終蒙面的虎之助有著與龍馬神似的眼睛，逼他脫去蒙面後，才發現他有著與龍馬相同的相貌，只是右臉嚴重毀容。另一方面，龍馬潛入三泥公館後救出錦織，並與折返的虎之助展開對決，錦織獨自脫逃後與門土會合。門土手下的游擊隊和翼的女學生游擊隊聯合前往血深泥學園營救該校學生，但血深泥的學生全是學園的手下，並與游擊隊展開大戰。
龍馬與虎之助對決時揭露了兩人的過去，身堂龍馬本姓三泥，是虎之助的雙胞胎弟弟，兩人自小因為長相英俊廣受歡迎，但龍馬為了獨佔，以硫酸毀壞虎之助的容貌。他事後從父親口中得知自己是按照虎之助外型製出的人造人，憤而弒父殺母。龍馬不敵虎之助及其手下，被捉住並遭到火刑，幸被門土及時救走，公館付之一炬。在門土得知血深泥的戰況後，立刻驅車奔赴戰場。

## 發行
朝日ソノラマ發行
1. 1971年10月5日
2. 1971年11月27日
3. 1972年1月27日

朝日ソノラマ發行
1. 1985年7月30日 ISBN 4257960469
2. 1985年8月20日 ISBN 4257960477

角川書店發行，YAMATO COMICS 特別系列
1. 1990年11月7日
2. 1990年12月7日

角川集團Media Factory發行，永井豪華版精選輯
1. 1999年5月1日 ISBN 978-4889918274
2. 1999年5月1日 ISBN 978-4889918281

復刊.com
為彩色完全版，收錄在雜誌連載時的彩頁以及作者的訪談。
1. 2015年2月21日 ISBN 978-4835451794
2. 2015年4月24日 ISBN 978-4835451800

## 脚注
1. ↑  . 2015-01-08  [2015-04-08]. （原始内容存档于2015-04-23）.